# Tribopertha quedenfeldti
Tribopertha quedenfeldti är en skalbaggsart som beskrevs av Edmund Reitter 1890. Tribopertha quedenfeldti ingår i släktet Tribopertha och familjen Rutelidae. Inga underarter finns listade i Catalogue of Life.